# Francheville (Belgique)
Pour les articles homonymes, voir Francheville.
Francheville est un hameau belge faisant partie de la commune et ville de Stavelot, dans la province de Liège en Région wallonne.
Avant la fusion des communes de 1977, Francheville faisait partie déjà de la commune de Stavelot.  

## Situation
Ce hameau ardennais domine la vallée de l'Amblève qui coule au nord à 1 km à vol d'oiseau  ainsi que celle du Rechterbach se trouvant à l'est. C'est une localité d'altitude où les habitations sont implantées à des altitudes allant de 455 m à 505 m. 
Francheville occupe l'extrémité sud-est de la commune de Stavelot dont le centre ville se trouve à 9 km au nord-ouest. Il se situe entre les hameaux de Houvegnez situé au sud et Beaumont.

## Description et patrimoine
Francheville compte plusieurs fermettes et maisons anciennes construites le plus souvent en moellons de grès ainsi qu'un ensemble comprenant l'église Saint Félix et le presbytère datant du XVIIIe siècle. Au-dessus du portail de l'église, figurent des armoiries et un chronogramme reprenant l'année 1742.

## Activités
Le hameau compte des gîtes ruraux.